# Expédition 3 (ISS)
Insigne de la mission
Équipage de l'expédition 3
Chronologie
Expédition 2
 Expédition 4

Expédition 3 fut la troisième mission habitée à bord de la Station spatiale internationale.

## Équipage
- Frank Culbertson (3), commandant
- Mikhail Tyurin (1), ingénieur navigant
- Vladimir Dezhurov (2), commandant du Soyouz

Entre parenthèses, le nombre de missions effectuées, celle-ci incluse

## Mission

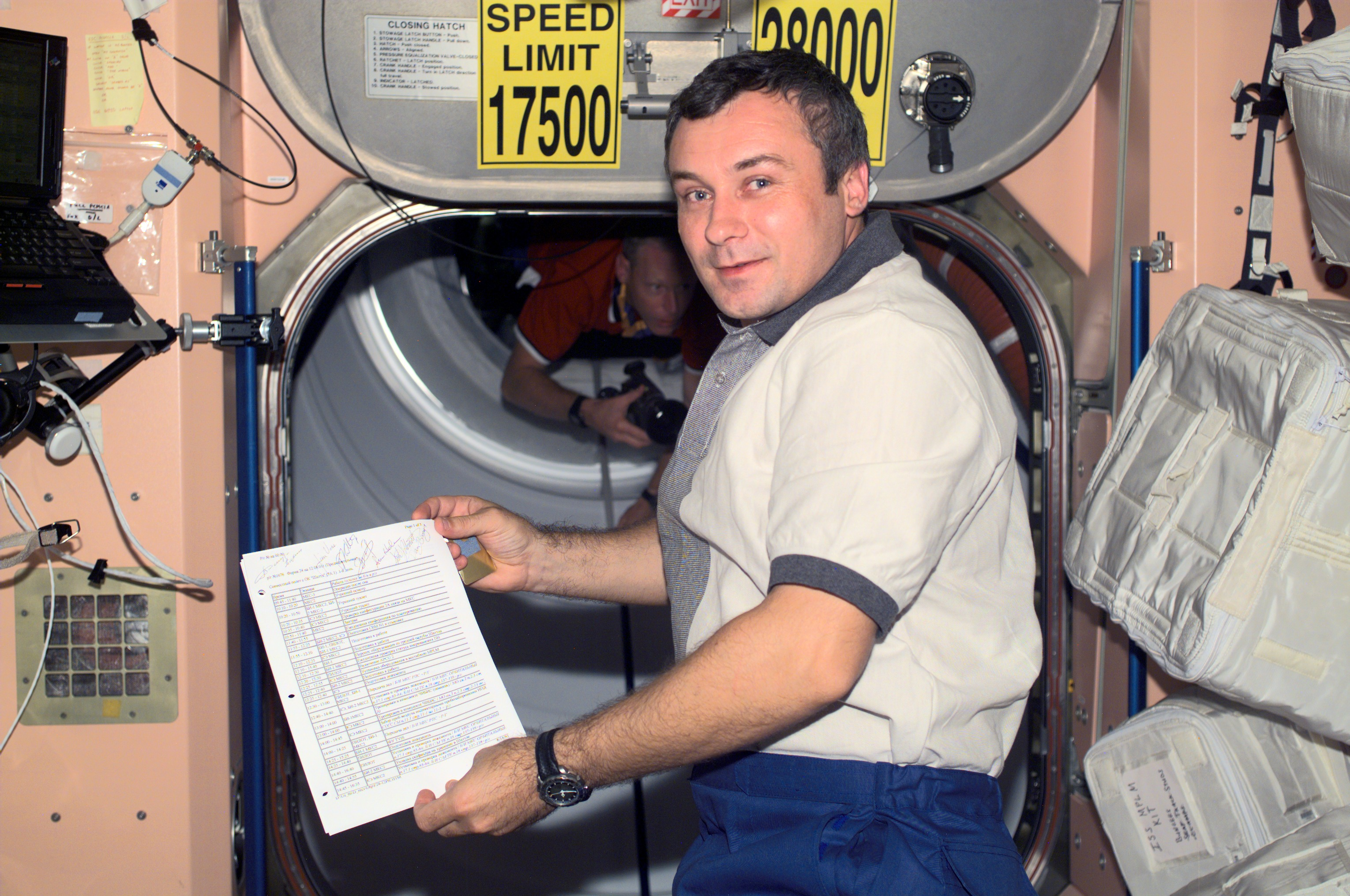
Le cosmaunaute Vladimir N. Dezhurov

L'équipage a pu contempler, d'un point de vue unique, la pluie de météores des Léonides de 2001. « On aurait cru voir des Ovnis, s'approchant de la terre, volant en formation par groupe de trois ou quatre », se souvient l'astronaute Franck Culberston, « Il y en avait des centaines qui passaient en dessous de nous, vraiment spectaculaire ! ».  « Le 18 novembre 2001, la terre tracera un sillon à travers un champ de débris répandu par la comète Tempel-Tuttle ». D'innombrables résidus de poussière de comète deviendront des étoiles filantes en frappant l'atmosphère terrestre à 64 000 km/h. Les experts prévoyaient une vision inoubliable et elle le fut. Des millions de personnes ont pu apprécier le spectacle, seuls trois d'entre eux, ceux qui se trouvaient à bord de la station spatiale, l'ont vu du dessus. « Nous devions regarder vers le bas pour voir les météores », rapporte Culberston, « C'est parce que l'atmosphère (où la poussière de comète s'enflamme) est sous la station. »

## Sorties
Les membres de l'équipage de l'expédition 3 ont effectué quatre sorties afin de poursuivre la construction et l'entretien de la station spatiale internationale. Les trois premières sorties ont servi à équiper le compartiment russe d'amarrage, nommé Pirs. La quatrième a eu pour but le déplacement d'une obstruction qui bloquait l'amarrage de la capsule de ravitaillement Progress 6 à la station. Chacune des quatre sorties a été réalisée à partir du compartiment Pirs. Les excursions de l'expédition trois ont porté le nombre total des sorties à partir de la station à six et le nombre de sorties en appui à l'assemblage et à la maintenance de la station à trente.
Ces sorties ont aussi permis d'apprendre plus au sujet des promenades de l'espace, requises pour établir la station spatiale internationale.
Identification des combinaisons des cosmonautes et astronautes:
- Vladimir Dezhurov: bandes rouges
- Mikhail Tyurin: bandes bleues
- Frank Culbertson: bandes bleues

### Sortie 1
Vladimir Dezhurov, Mikhail Tyurin

Temps: 4 heures, 58 minutes

Début: 14:23 GMT 8 octobre 2001

Fin: 19:21 GMT 8 octobre 2001
Dezhurov et Tyurin ont réalisé des branchements entre le compartiment Pirs et le module de service Zvezda de la station. Ils ont posé un câble qui permettra des communications radio pour les sorties entre les deux sections de la station. Les marcheurs de l'espace ont également installé une rampe sur le nouveau compartiment. Puis, ils ont placé une échelle extérieure qui les aidera à s'extraire par la trappe de Pirs. Pour finir Tyurin et Dezhurov ont fixé la grue de chargement Strela sur la station.

### Sortie 2
Vladimir Dezhurov, Mikhail Tyurin

Temps: 5 heures, 52 minutes

Début: 09:17 GMT 15 octobre 2001

Fin: 15:09 GMT 15 octobre 2001
Dezhurov et Tyurin ont installé sur l'extérieur de Pirs l'équipement pour des expériences commerciales russes. Parmi les expériences, on trouve une série de recherches sur les réactions de différents matériaux exposés à l'environnement spatial sur une longue période de temps. Nommées MPAC-SEEDS, ces expériences ont lieu dans trois conteneurs de la taille d'une mallette.

### Sortie 3
Vladimir Dezhurov, Frank Culbertson

Temps: 5 heures, 4 minutes

Début: 21:41 GMT 12 novembre 2001

Fin: 02:45 GMT 13 novembre 2001
Dezhurov et Culbertson ont relié des câbles sur l'extérieur de Pirs pour le système automatisé d'arrimage Kurs. Ils ont achevé les vérifications de la grue Strela, l'un d'eux se tenant au bout de la flèche de la grue pour simuler une charge. Ils ont aussi inspecté et photographié un panneau solaire sur le module de service Zvezda dont une partie n'est pas totalement déployée.

### Sortie 4
Vladimir Dezhurov, Mikhail Tyurin

Temps: 2 heures, 46 minutes

Début: 13:20 GMT 3 décembre 2001

Fin: 16:06 GMT 3 décembre 2001
Les deux cosmonautes ont retiré un objet empêchant le vaisseau de ravitaillement Progress de s'arrimer fermement à la station spatiale. Puis ils ont photographié l'interface d'arrimage et le débris, qui était un joint en caoutchouc provenant d'une précédente capsule de ravitaillement.